# Índice Castrol
El Ranking Castrol es un sistema de ranking proveído por Castrol para el fútbol profesional masculino. El sistema usa fórmulas matemáticas que evalúan la actuación de cada jugador en orden a sus acciones individuales destinadas a asistir o prevenir goles. El sistema toma en cuenta la fuerza de la oposición y el tiempo del juego en que las acciones del futbolista ocurrieron. Para poder decir que es un ranking Castrol.
Castrol se convirtió en el aceite lubricante oficial de la FIFA en 2008. Fue el patrocinador oficial de la Copa Mundial de la FIFA 2010 en Sudáfrica, campeonato en donde también se ha realizado un Ranking Castrol sobre la base de los partidos jugados.

## Índice según competiciones de clubes europeas
El Ranking Castrol establece el rendimiento de los jugadores de las cinco principales ligas de Europa en un período de 12 meses.
Actualizado a último ranking del 3 de junio de 2013.
| Lugar | Jugador            | Posición       | País  | Club                   | Puntos | Variación |
| ----- | ------------------ | -------------- | ----- | ---------------------- | ------ | --------- |
| 1     | Lionel Messi       | Delantero      | ARG ! | FC Barcelona           | 1079   | ⇧ (2)     |
| 2     | Cristiano Ronaldo  | Delantero      | POR ! | Real Madrid C. F.      | 1076   | ⇩ (1)     |
| 3     | Luis Suárez        | Delantero      | URU ! | Liverpool F. C.        | 927    | ⇧ (6)     |
| 4     | Thomas Müller      | Centrocampista | GER ! | F. C. Bayern de Múnich | 914    | ⇩ (3)     |
| 5     | Robert Lewandowski | Delantero      | POL ! | B. V. Borussia         | 857    | ⇔ (5)     |